# Пойкила (гора)
Пойкила (Пёстрая гора, Пэкилион, греч. Ποικίλο Όρος, др.-греч. Ποικίλον ὄρος) — средняя часть низких гор Эгалеос (высотой 467,7 м над уровнем моря) в Аттике в Греции, через которую вела Священная дорога в Элевсин. По Священной дороге проходила священная процессия во время ежегодных Великих Элевсинских мистерий. На Пёстрой горе у Священной дороги находилось святилище Аполлона Дафнийского (ныне — византийский монастырь Дафни) и храм Афродиты.
Простирается от залива Сароникос с юго-запада на северо-восток на 11 км на территории периферийной единицы Западные Афины в периферии Аттика. Является отрогом гор Парнис и западной границей Афинской равнины и естественной границей с равниной Триасион.
До конца XIX века была покрыта лесом, на нижних склонах росли виноградники, оливковые и другие плодовые деревья. Лес был вырублен на топливо беженцами после малоазийской катастрофы и греко-турецкого обмена населением, а также во время оккупации Греции странами «оси». У подножья Пойкилы находится нефтеперерабатывающий комплекс Aspropyrgos Refinery, города Хайдарион, Перистерион, Петруполис и Каматерон.